# Marc Delissen
Marcus Johannes Elisabeth Leopold (Marc) Delissen (Amsterdam, 14 januari 1965) is een voormalig Nederlands hockeyer, die in zijn carrière 261 interlands (98 doelpunten) speelde voor de nationale ploeg. Hij nam driemaal deel aan de Olympische Spelen en won hierbij in totaal twee medailles.
Hij maakte zijn debuut op negentienjarige leeftijd, op 21 oktober 1984, in de oefeninterland Nederland-Ierland (1-0) in Londen. Delissen groeide op in Limburg, waar hij samen met zijn broer - en later eveneens international - Robbert de club HC Geleen van de vierde naar de eerste klasse loodste. Hij maakte faam bij HGC in Wassenaar, waar hij in de voetsporen trad van vormgever Wouter Leefers.
Hij won twee landstitels met de HOC Gazellen Combinatie: in 1990 en 1996. Met het Nederlands elftal werd hij Europees kampioen in 1987, wereldkampioen in 1990 en olympisch kampioen in 1996 (als speler) en 2000 (als assistent-bondscoach).
De middenvelder die tegen het einde van zijn loopbaan opereerde als 'valse spits' droeg jarenlang de aanvoerdersband. Delissen is werkzaam als advocaat in Den Haag en sinds de zomer van 2002 hoofdcoach bij de mannen van HGC. Die laatste functie legde hij neer in het voorjaar van 2005.

## Internationale erelijst
| JAAR | TOERNOOI               | PLAATS                    | RESULTAAT     |
| ---- | ---------------------- | ------------------------- | ------------- |
| 1987 | Champions Trophy       | Amstelveen, Nederland     | Zilver        |
| 1987 | Europees kampioenschap | Moskou, Sovjet-Unie       | Goud          |
| 1988 | Olympische Spelen      | Seoel, Zuid-Korea         | Brons         |
| 1989 | Champions Trophy       | Berlijn, Duitsland        | Zilver        |
| 1990 | Wereldkampioenschap    | Lahore, Pakistan          | Goud          |
| 1991 | Europees kampioenschap | Parijs, Frankrijk         | Zilver        |
| 1992 | Champions Trophy       | Karachi, Pakistan         | Vierde plaats |
| 1992 | Olympische Spelen      | Barcelona, Spanje         | Vierde plaats |
| 1993 | Champions Trophy       | Kuala Lumpur, Maleisië    | Brons         |
| 1994 | Champions Trophy       | Lahore, Pakistan          | Brons         |
| 1994 | Wereldkampioenschap    | Sydney, Australië         | Zilver        |
| 1995 | Europees kampioenschap | Dublin, Ierland           | Zilver        |
| 1995 | Champions Trophy       | Berlijn, Duitsland        | Vierde plaats |
| 1996 | Olympische Spelen      | Atlanta, Verenigde Staten | Goud          |

Marc Benninga · 
Floris Jan Bovelander · 
Jacques Brinkman · 
Maurits Crucq · 
Marc Delissen · 
Cees Jan Diepeveen · 
Patrick Faber · 
Taco van den Honert · 
Ronald Jansen · 
René Klaassen · 
Hendrik Jan Kooijman · 
Jan Hidde Kruize · 
Frank Leistra · 
Erik Parlevliet · 
Gert Jan Schlatmann · 
Tim Steens ·
Coach: Hans Jorritsma
Floris Jan Bovelander · 
Jacques Brinkman · 
Marc Delissen · 
Cees Jan Diepeveen · 
Pieter van Ede · 
Maarten van Grimbergen · 
Taco van den Honert · 
Leo Klein Gebbink · 
Hendrik Jan Kooijman · 
Harrie Kwinten · 
Frank Leistra · 
Bart Looije · 
Wouter van Pelt · 
Bastiaan Poortenaar · 
Stephan Veen · 
Gijs Weterings ·
Coach: Hans Jorritsma
Floris Jan Bovelander · 
Jacques Brinkman · 
Maurits Crucq · 
Marc Delissen · 
Jeroen Delmee · 
Taco van den Honert · 
Ronald Jansen · 
Erik Jazet · 
Leo Klein Gebbink · 
Bram Lomans · 
Tycho van Meer · 
Teun de Nooijer · 
Wouter van Pelt · 
Stephan Veen · 
Guus Vogels · 
Remco van Wijk ·
Coach: Roelant Oltmans